# DVB-RCS
DVB-RCS (Digital Video Broadcasting - Return Channel Satellite) és un estàndard obert de comunicacions interactives per satèl·lit, definit pel consorci DVB Project, i normalitzat el 1999 per l'Institut Europeu de Telecomunicacions sota la norma ETSI EN 301.790. Permet la comunicació bidireccional d'una estació VSAT (Very Small Aperture Terminal), de manera que l'usuari pot tenir accés a serveis bàsics i addicionals amb una alta disponibilitat, i de forma totalment autònoma.

## Característiques
Ofereix als usuaris l'equivalent d'una connexió a internet via ADSL o cable, sense necessitat d'una infraestructura terrestre local. Proporciona taxes de transmissió de l'ordre de 20 Mbps per l'enllaç de pujada i d'uns 5 Mbps per a l'enllaç de baixada, per a cada un dels terminals connectats.
Les dades transportats poden ser encapsulats en cèl·lules ATM (Asynchronus Transfer Mode) o en paquets MPEG-2.
DVB-RCS permet el transport del protocol IP, i suporta també múltiples protocols d'encaminament (RIP, IGMP) així com de transport (RTP, UDP, TCPs).

## Model de Xarxa Interactiva Mòbil
Ofereix connectivitat 'Hub-Spoke' és a dir, tots els terminals d'usuari estan connectats a un concentrador central (Hub) que s'encarrega de la gestió del trànsit, control i sincronització perquè les dades arribin al seu destí.

### Canals de Comunicacions
*  'Canal de difusió i d'interacció d'anada (FW):' Tots dos canals lògics estan inclosos en el canal físic de difusió, que es distribueix des del operador de serveis cap als usuaris. Està basat en DVB-S2. Envia dades comuns de senyalització o de trànsit, així com dades específiques per a sincronització, i tràfic específic sol·licitat pels usuaris.
*  'Canal interactiu de retorn (RT):' Transporta la informació des de l'usuari al proveïdor de servei. Empra MF-TDMA (Multi-Frequency Time Division Multiple Access) com a tecnologia d'accés al medi. Les diferents portadores queden dividides en ranures (slots) permetent que diversos terminals puguin transmetre de forma simultània cap al Hub.

### Parts del Sistema
*  'Feeder:' Es tracta de l'estació terrestre que s'encarrega d'enviar les dades cap al satèl·lit.
*  'Gateway:' S'encarrega de rebre els canals de retorn de tots els usuaris de la xarxa, i cursar el trànsit cap al seu destí, ja sigui Internet, o qualsevol altra xarxa.
*  'Satèl·lit:' Reflecteix les dades que rep des de l'estació terrestre de nou cap a la Terra,
amplificats.
*  'RCST (Return Channel Satellite Terminal):' es tracta del set-top box de l'usuari, mitjançant el qual l'usuari és capaç de rebre i enviar dades a la xarxa.
*  'NCC (Network control center):' Es tracta del cervell de la xarxa, s'encarrega de realitzar funcions de control i sincronització.

### Escenaris Mòbils
Els diferents escenaris mòbils que preveu la norma ETSI TR 102.768 es poden classificar de la següent manera:
*  'ELS (Line-Of-Sight):' escenaris de baixa atenuació del senyal on els serveis disposen d'un horitzó clar. En aquesta categoria es troben els serveis marítims i aeris.
*  'Non-ELS (Non-Line-Of-Sight):' escenaris on l'atenuació del senyal és elevada a causa dels bloquejos i ombres. En aquesta categoria es troben els vehicles terrestres i el ferrocarril.

## Connexió a Xarxa d'un RCST
Un terminal entrarà en la xarxa després de rebre la informació sobre l'estat de la xarxa i la referència temporal NCR (Network Clock Reference) continguda al canal forward. Una vegada que el RCST s'ha sincronitzat amb el NCR, utilitza un dels slots designats per realitzar la petició de logon a manera Aloha-Ranurat. Si la sol·licitud té èxit, el NCC envia diverses taules que contenen tant informació general de la xarxa com específica del terminal (per exemple, correccions de freqüència, temps i potència) a més dels recursos assignats a aquest terminal. El NCC té també la possibilitat de corregir els paràmetres de transmissió del terminal de tant en tant, i fins i tot de forçar la seva desconnexió de la xarxa en el cas que quelcom vagi malament. La senyalització des del NCC es realitza segons l'especificació d'Informació de Servei per a sistemes MPEG-2.

## Característiques tècniques

### Canal FW basat en DVB-S2
* Modulació: QPSK, 8 - PSK, 16 - APSK, 32 - APSK.
* Codificació de canal obtinguda de LDPC (Low Density Parity Check) concatenats amb codis BCH (Bose - Chaudhuri - Hocquenghem)
* Ampli rang de taxes de codificació FEC (des d'1/2 fins a 9/10).
* Funcionalitat ACM (Adaptative Coding and Modulation) amb modulació i codificació optimitzada trama a trama, a més de VCM (Variable Coding and Modulation) i CCM (Constant Code and Modulation).
* Permet transmissió de vídeo natiu en MPEG-4, i dades sobre MPEG-4 i MPEG-2.

### Canal de retorn basat en DVB-RCS
* Modulació: QPSK obtinguda de codificació Gray.
* Possibilitats de codificació:
* Convolucional i Reed-Solomon
* Turbo-codificació